# Stratiomys meigenii
Stratiomys meigenii är en tvåvingeart som beskrevs av Christian Rudolph Wilhelm Wiedemann 1830. Stratiomys meigenii ingår i släktet Stratiomys och familjen vapenflugor. Inga underarter finns listade i Catalogue of Life.